# Bernard Lavilliers

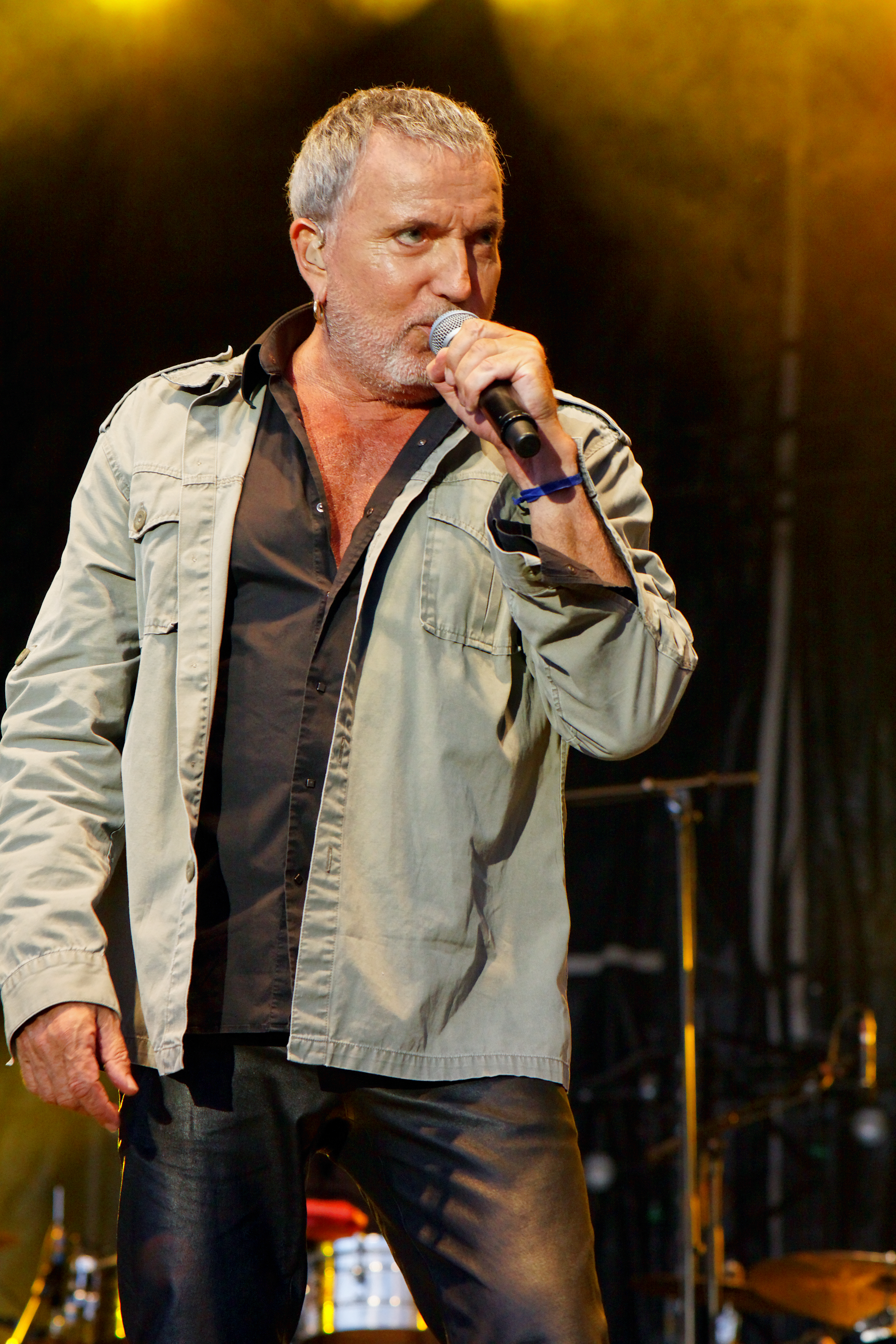
Bernard Lavilliers (2011)

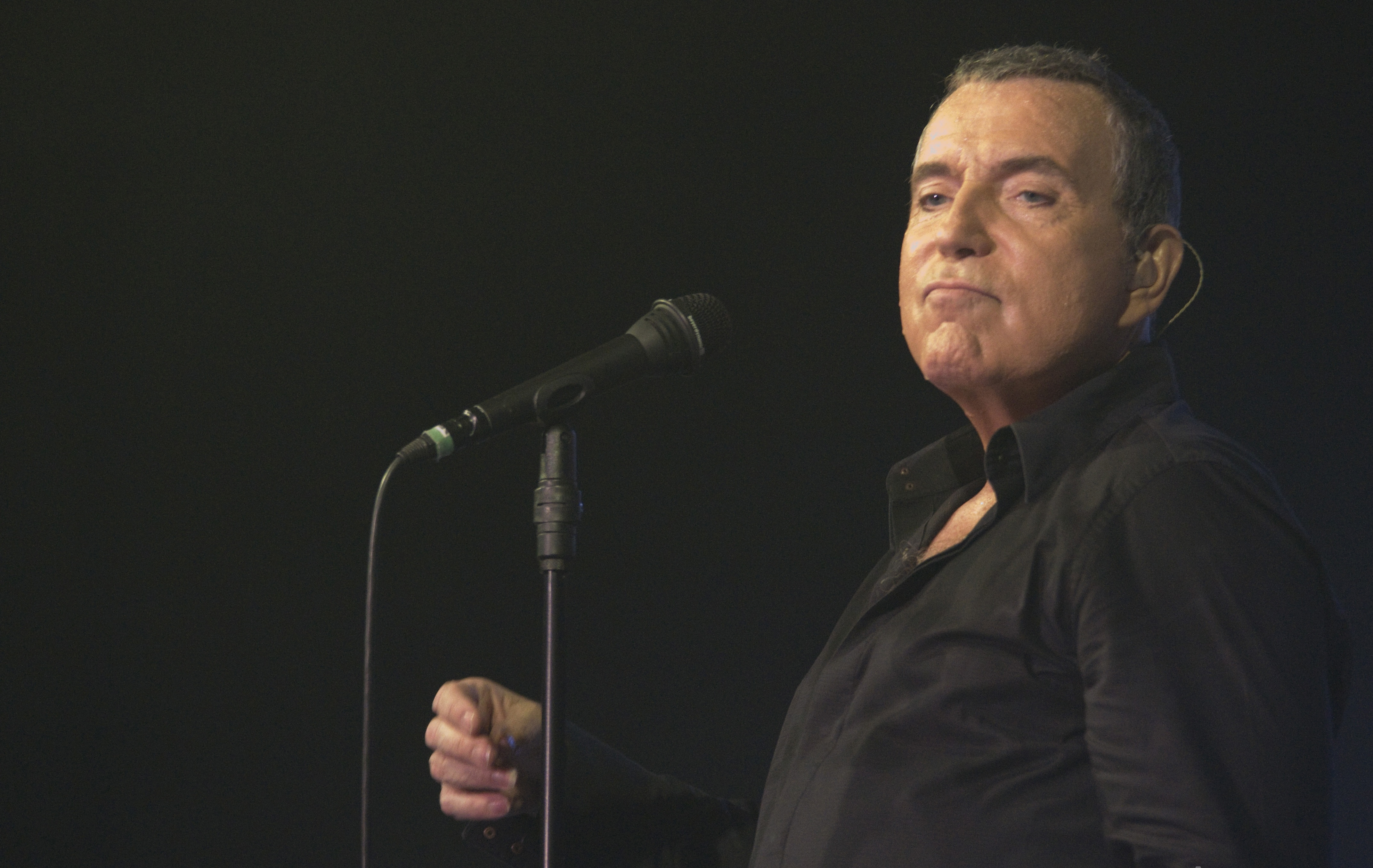
Bernard Lavilliers (2006)

Bernard Lavilliers (* 7. Oktober 1946 in Saint-Étienne; als Bernard Ouillon) ist ein französischer Chansonnier.

## Leben
Der Sohn eines Angestellten der Manufacture nationale d’armes de St-Etienne (kurz MAS) und einer Lehrerin zeigte sehr früh Interesse an der Musik. Seit seinem 4. Geburtstag, an dem er einen Plattenspieler geschenkt bekam, hörte er bevorzugt die Lieder der Compagnons de la chanson und der peruanischen Sängerin Yma Sumac.
Im Alter von 13 Jahren trat er als Lehrling in die MAS ein. In seiner Freizeit widmete er sich dem Boxsport. Wegen Diebstahls zu einer Gefängnisstrafe verurteilt, begann er nach seiner Entlassung zu arbeiten, brachte seiner Tätigkeit aber keinerlei Interesse entgegen und schrieb später: „In dieser Periode meines Lebens suchte ich mich selbst: ich wusste nicht, ob ich Gangster, Boxer oder Dichter sein würde“.
1963 schrieb er sich in die Parti communiste français (PCF) ein. 1965, im Alter von 19 Jahren, reiste er nach Brasilien, kam im darauffolgenden Jahr nach Frankreich zurück und wurde dort wegen Fahnenflucht ein Jahr in der Festung von Metz inhaftiert.
Nach seiner Entlassung trat er in verschiedenen Kabaretts und in der Cour des Miracles in Bordeaux als Chansonnier auf und brachte 1967 seine erste Single heraus. Ein erster Erfolg stellte sich mit dem Prix de la rose d’or de la chanson ein, mit dem er in Montreux für das Chanson La Frime prämiert wurde. Seine erste LP wurde 1968 unter dem Pseudonym Lavilliers produziert. Während der Studentenrevolution vom Mai 68 sang Lavilliers in der Umgebung von Lyon in besetzten Fabriken. Im Juni hielt er sich als Bettler in der Bretagne auf, bevor er mehreren Gelegenheitsbeschäftigungen in Nachtklubs und im Gaststättengewerbe nachging.
In den darauffolgenden Jahren brachte er mehrere Alben heraus (Les poètes 1972, Le Stéphanois) und triumphierte im Oktober 1977 anlässlich seines ersten Bühnenauftrittes in der legendären Pariser Music-Hall Olympia. Er richtete seinen Wohnsitz in Saint-Malo ein, wo er ein Boot erwarb, ging aber schon bald wieder auf Reisen, die ihn nach Jamaika, New York und Brasilien führten. Nach Frankreich kehrte er in dieser Zeit nur zu seinen Konzerten zurück.
In den 1980er Jahren gelang dem Sänger endlich der Durchbruch. Er erreichte einen hohen Bekanntheitsgrad, nahm auch seinen ungezügelten Lebenswandel in die Hand, blieb aber seinem Image eines Weltenbummlers, Abenteurers und Rebellen treu, das er auch in seinen Chansons vermarktete. Er gab selber an, Drogen genommen zu haben, ein Thema, auf das er in mehreren Chansons einging, wie Berceuse pour une shootée und Sax'Aphone.
1992 trat Lavillers anlässlich der Fête de l’Humanité gemeinsam mit Léo Ferré, dem Idol seiner Jugend auf. Wie schon 1991 bei der Schließung des Stahlwerkes in Uckange, so trat auch Ende 2011 der Sänger in einer Solidaritätsveranstaltung vor den durch Schließung bedrohten ArcelorMittal-Beschäftigten in Florange auf.
Heute ist der Sänger, der eine Patenschaft für den bretonischen Leuchtturm Phare d’Eckmühl (Département Finistère) übernommen hat, in der altermondialistischen Bewegung engagiert.

## Familie
Lavilliers erstgeborene Tochter trägt den Namen Anne-Laure (* 1968).
Aus seiner 1970 mit Evelyne geschlossenen Ehe gingen zwei Kinder hervor: Virginie (* 1972) und Guillaume (* 1975), der seinen Vater gelegentlich auf der Bühne begleitet.
Ende der 1970er, Anfang der 1980er Jahre war der Künstler mit der Bodybuilding-Weltmeisterin Lisa Lyon liiert.
1984 heiratete er Melle Li. Der Tochter Salomé (* 1987), die beispielsweise 1996 im Palais des Sports gemeinsam mit ihm auftrat, widmete er ein gleichnamiges Chanson.

## Diskografie

### Studioalben
- 1968: Chanson pour ma mie
- 1972: Les poètes
- 1974: Le Stéphanois
- 1976: Les Barbares
- 1977: 15e Round (FR: Gold)
- 1980: O gringo (FR: Platin)
- 1981: Nuit d’Amour (FR: Gold)
- 1983: Etat d’Urgence (FR: Gold)
- 1984: Tout est permis, rien n’est possible
- 1986: Voleur de feu (FR: Gold)
- 1988: If… (FR: Platin)
- 1991: Solo (FR: Gold)
- 1994: Champs du possible (FR: ×2Doppelgold )

| Jahr | Titel                                 | Höchstplatzierung, Gesamtwochen, AuszeichnungChartplatzierungen (Jahr, Titel, Platzierungen, Wochen, Auszeichnungen, Anmerkungen) | Höchstplatzierung, Gesamtwochen, AuszeichnungChartplatzierungen (Jahr, Titel, Platzierungen, Wochen, Auszeichnungen, Anmerkungen) | Höchstplatzierung, Gesamtwochen, AuszeichnungChartplatzierungen (Jahr, Titel, Platzierungen, Wochen, Auszeichnungen, Anmerkungen) | Anmerkungen                              |
| Jahr | Titel                                 | FR | BEW | CH | Anmerkungen                              |
| ---- | ------------------------------------- | --- | --- | --- | ---------------------------------------- |
| 1979 | Pouvoirs                              | FR55 Gold · (5 Wo.)FR | BEW100 (4 Wo.)BEW | — | Charteinstieg FR/BEW: 2016               |
| 1997 | Clair-obscur                          | FR9 Gold · (17 Wo.)FR | BEW44 (3 Wo.)BEW | — | Erstveröffentlichung: 18. August 1997    |
| 2002 | Arrêt sur image                       | FR10 Gold · (36 Wo.)FR | BEW27 (3 Wo.)BEW | CH67 (12 Wo.)CH | Erstveröffentlichung: 8. Juni 2001       |
| 2005 | Carnets de bord                       | FR1 ×2Doppelgold · (73 Wo.)FR | BEW34 (41 Wo.)BEW | CH46 (5 Wo.)CH | Erstveröffentlichung: 25. Oktober 2004   |
| 2008 | Samedi soir à Beyrouth                | FR1 Platin · (73 Wo.)FR | BEW11 (21 Wo.)BEW | CH19 (9 Wo.)CH | Erstveröffentlichung: 21. Januar 2008    |
| 2010 | Causes perdues et musiques tropicales | FR2 (52 Wo.)FR | BEW8 (21 Wo.)BEW | CH40 (8 Wo.)CH | Erstveröffentlichung: 15. November 2010  |
| 2013 | Baron samedi                          | FR5 Platin · (52 Wo.)FR | BEW28 (33 Wo.)BEW | CH56 (7 Wo.)CH | Erstveröffentlichung: 25. November 2013  |
| 2014 | Acoustique                            | FR12 Gold · (42 Wo.)FR | BEW35 (44 Wo.)BEW | — | Erstveröffentlichung: 24. November 2014  |
| 2017 | 5 minutes au paradis                  | FR4 Gold · (32 Wo.)FR | BEW10 (41 Wo.)BEW | CH16 (6 Wo.)CH | Erstveröffentlichung: 29. September 2019 |
| 2021 | Sous un soleil énorme                 | FR3 Platin · (48 Wo.)FR | BEW9 (17 Wo.)BEW | CH22 (7 Wo.)CH | Erstveröffentlichung: 12. November 2021  |
| 2023 | Métamorphose                          | FR4 Gold · (20 Wo.)FR | BEW29 (7 Wo.)BEW | CH69 (1 Wo.)CH | Erstveröffentlichung: 17. November 2023  |

grau schraffiert: keine Chartdaten aus diesem Jahr verfügbar

### Livealben
| Jahr | Titel               | Höchstplatzierung, Gesamtwochen, AuszeichnungChartplatzierungen (Jahr, Titel, Platzierungen, Wochen, Auszeichnungen, Anmerkungen) | Höchstplatzierung, Gesamtwochen, AuszeichnungChartplatzierungen (Jahr, Titel, Platzierungen, Wochen, Auszeichnungen, Anmerkungen) | Höchstplatzierung, Gesamtwochen, AuszeichnungChartplatzierungen (Jahr, Titel, Platzierungen, Wochen, Auszeichnungen, Anmerkungen) | Anmerkungen |
| Jahr | Titel               | FR | BEW | CH | Anmerkungen |
| ---- | ------------------- | --- | --- | --- | ----------- |
| 2000 | Histoires en scène  | FR24 (5 Wo.)FR | — | — |             |
| 2005 | Escale au Grand Rex | FR18 (29 Wo.)FR | BEW48 (6 Wo.)BEW | — |             |

Weitere Livealben
- 1978: T’es vivant… ?
- 1980: Live 80
- 1984: Olympia Live 84
- 1990: On the Road Again

### Kompilationen
| Jahr | Titel                                          | Höchstplatzierung, Gesamtwochen, AuszeichnungChartplatzierungen (Jahr, Titel, Platzierungen, Wochen, Auszeichnungen, Anmerkungen) | Höchstplatzierung, Gesamtwochen, AuszeichnungChartplatzierungen (Jahr, Titel, Platzierungen, Wochen, Auszeichnungen, Anmerkungen) | Höchstplatzierung, Gesamtwochen, AuszeichnungChartplatzierungen (Jahr, Titel, Platzierungen, Wochen, Auszeichnungen, Anmerkungen) | Anmerkungen                            |
| Jahr | Titel                                          | FR | BEW | CH | Anmerkungen                            |
| ---- | ---------------------------------------------- | --- | --- | --- | -------------------------------------- |
| 2003 | La marge: Bernard Lavilliers chante les poètes | FR109 (2 Wo.)FR | — | — |                                        |
| 2009 | Les n°1 de Lavilliers                          | — | BEW78 (1 Wo.)BEW | — | Erstveröffentlichung: 19. Oktober 2009 |
| 2018 | Les 50 plus belles chansons                    | — | BEW159 (2 Wo.)BEW | — | Erstveröffentlichung: 26. Oktober 2016 |

Weitere Kompilationen
- 1987: Gentilshommes de fortune
- 1996: Duos Taratata
- 1998: Histoires

### Singles
| Jahr | Titel Album                             | Höchstplatzierung, Gesamtwochen, AuszeichnungChartplatzierungen (Jahr, Titel, Album, Platzierungen, Wochen, Auszeichnungen, Anmerkungen) | Höchstplatzierung, Gesamtwochen, AuszeichnungChartplatzierungen (Jahr, Titel, Album, Platzierungen, Wochen, Auszeichnungen, Anmerkungen) | Anmerkungen          |
| Jahr | Titel Album                             | FR | BEW | Anmerkungen          |
| ---- | --------------------------------------- | --- | --- | -------------------- |
| 1987 | Noir et blanc Voleur de feu             | FR10 (17 Wo.)FR | — |                      |
| 1989 | On The Road Again If                    | FR24 (15 Wo.)FR | — |                      |
| 1989 | R & B (Rouge baiser) If                 | FR45 (4 Wo.)FR | — |                      |
| 1991 | Outremer Solo                           | FR33 (7 Wo.)FR | — |                      |
| 1992 | Faits divers Solo                       | FR36 (6 Wo.)FR | — |                      |
| 1995 | Melody Tempo Harmony Champs du possible | FR6 (17 Wo.)FR | BEW22 (14 Wo.)BEW | mit Jimmy Cliff      |
| 1995 | Stand The Ghetto Champs du possible     | FR44 (3 Wo.)FR | — |                      |
| 2014 | Idées noires Acoustique                 | FR100 (2 Wo.)FR | — | mit Catherine Ringer |

grau schraffiert: keine Chartdaten aus diesem Jahr verfügbar

## Auszeichnungen für Musikverkäufe
| Goldene Schallplatte - Frankreich - 1995: für das Album Master Série – Vol. 2 - 1995: für das Album Bernard Lavilliers - 1995: für das Album Champs Du Possible V.2 | 2× Goldene Schallplatte - Frankreich - 1998: für das Album Master Série – Vol. 1 |

Anmerkung: Auszeichnungen in Ländern aus den Charttabellen bzw. Chartboxen sind in ebendiesen zu finden.
| Land/RegionAuszeichnungen für Musikverkäufe (Land/Region, Auszeichnungen, Verkäufe, Quellen) | Gold       | Platin     | Verkäufe  | Quellen                     |
| -------------------------------------------------------------------------------------------- | ---------- | ---------- | --------- | --------------------------- |
| Frankreich (SNEP)                                                                            | 20× Gold20 | 5× Platin5 | 2.950.000 | infodisc.fr snepmusique.com |
| Insgesamt                                                                                    | 20× Gold20 | 5× Platin5 |           |                             |